# ミンボーの女
『ミンボーの女』は、1992年の日本映画。脚本並びに監督は伊丹十三。ヤクザの民事介入暴力をテーマとする作品。
公開2か月前に「暴力団対策法」が施行されており、世間の注目を浴びて大ヒットを記録した。

## ストーリー
ヤクザにゆすられ続けるホテル・ヨーロッパ。ヤクザの脅しに屈して簡単に金を出してしまうため、ホテルには日本中のヤクザが引っ切り無しに訪れ、サミットの会場の招致も危機管理の甘さを理由に外務省から断られてしまう有様だった。この状況を打開すべく、総支配人の小林は経理部の鈴木勇気・ベルボーイの若杉太郎の2人にヤクザ対応を一任する。しかし、何の知識もないままに対応を押し付けられた2人は、ヤクザを追い出すどころか火に油を注いでしまい、ますますヤクザの恐喝を悪化させてしまう。見かねた小林はついに外部からプロを雇うことにした。それが民事介入暴力（民暴）を専門とする弁護士、井上まひるであった。
まひるは豊富な経験と法律の知識を武器にヤクザへ堂々と立ち向かい、港町警察署刑事課暴力犯係長の明智刑事に協力してもらいながら、鈴木と若杉に「ヤクザを怖がらない」ことを教え、2人は徐々に勇気を持つようになった。そんな中、小林はゴルフ場で知り合った入内島という男性に誘われるがまま賭けゴルフをしてしまう。しかし実は、入内島はヤクザ組織の中心人物であり、賭けゴルフをきっかけとして総支配人にスキャンダルの罠を仕掛け、莫大な金をせびろうとする。
まひるの指揮下でなかなか脅迫に屈しないホテルに対し、入内島らは街宣車を送り込むなどの嫌がらせを行う。これに対抗し、まひると若杉は組事務所への不作為の仮処分を裁判所に申請したが、2人は入内島らが差し向けた鉄砲玉の襲撃を受ける。ヤクザへの怒りに燃える若杉は鉄砲玉を打ちのめすが、刺されたまひるは出血多量で病院に担ぎ込まれてしまう。
まひるが病院で生死の境をさまよっている最中、入内島らヤクザは彼女の不在を幸いとして大挙してホテルに乗り込んでくる。まひるなしで交渉に臨む鈴木、若杉と小林であったが、既に彼らは以前の臆病なホテルマンではなく、決して脅しに屈さず、逆に恐喝の言質を取ることに成功する。ヤクザたちは待機していた明智刑事率いる警官隊により、恐喝の現行犯で一網打尽にされたのだった。
意識を取り戻し、杖をつきながらホテルに戻ってきたまひる。そこに新たなヤクザの大親分が大勢の手下を連れてホテルへと入ってくる。しかし鈴木・若杉ら従業員たちはヤクザたちの前に毅然と立ちはだかり、これまでの知識と経験を総動員させ親分たちのホテルの利用をきっぱりと断りつけた。大親分は彼らの姿に薄笑いを浮かべた後、黙ってホテルを去るしかなかった。飛び上がって喜ぶ一同。ホテル・ヨーロッパの成長した姿がそこにはあった。

## スタッフ
※エンディングクレジット順
- 脚本監督 - 伊丹十三

- 撮影 - 前田米造
- 照明 - 矢部一男
- 特機 - 落合保雄
- 美術 - 中村州志
- 装飾 - 山崎輝
- 衣裳 - 小合惠美子
- 録音 - 小野寺修
- 音楽 - 本多俊之
- 音楽監督 - 立川直樹
- 編集 - 鈴木晄
- 記録 - 堀北昌子
- 助監督 ： 山川元
- 製作担当 - 鎌田賢一
- キャスティング - 田中忠雄
- グラフィック・デザイン - 佐村憲一
- EXECUTIVE PRODUCER - YUKUO TAKENAKA
- CO-EXECUTIVE PRODUCER - NIGEL SINCLAIR
- プロデューサー - 細越省吾
- プロデューサー補 - 川崎隆
- 製作 - 玉置泰

## キャスト
※エンディングクレジット順

### ホテルヨーロッパ側
括弧書きはホテル内の役職・担当
- 井上まひる - 宮本信子 (弁護士(民事介入暴力専門)・ヤクザ対策セキュリティ対策室指導員)
- 総支配人（小林） - 宝田明
- 鈴木勇気 - 大地康雄 (経理マン→ヤクザ対策担当セキュリティ対策室長・総支配人特別補佐)
- 若杉太郎 - 村田雄浩 (ベルマン→ヤクザ対策担当セキュリティ対策室)
- 会長 - 大滝秀治
- フロント課長 - 三谷昇
- 総支配人夫人 - 結城美栄子
- 総支配人秘書 - 関弘子
- 経理部長 - 鶴田忍
- 百万ドルの笑顔 - 三宅裕司
- ホテルマンたち - 
  - 里木佐甫良[注釈 1] / 米山善吉 / 武野功雄
  - エド山口 / 北原弘一 / 久保晶
  - 片岡五郎 / 三川雄三 / 桜井勝
  - 米倉真樹 / 松井範雄 / 江連健司
  - 吉満涼太 / 井上康 / 岩崎浩明
  - 松野芳子 / 中村敦子 / 櫃割みゆき
- 総支配人の娘（小林菜穂子） - 櫻井淳子
- 役員 - 庄司永建 / 久遠利三

### ヤクザ側
- 入内島 - 伊東四朗
- 伊場木 - 中尾彬
- 花岡 - 小松方正
- 若頭 - 我王銀次
- 鉄砲玉 - 柳葉敏郎
- 大親分 - 田中明夫
- 大親分 - 関山耕司
- プールのヤクザ - ガッツ石松
- ロビーのヤクザ - 流山児祥
- 伊場木の子分 - 不破万作
- 入内島の子分 - 上田耕一
- 花岡の子分 - 睦五郎
- 指をつめられる男 - 加藤善博
- アケミ - 朝岡実嶺
- 伊場木の情婦 - 南麻衣子
- 入内島の子分：小木茂光
- 入内島の子分：有薗芳記
- プールのヤクザ - 木村栄 / 杉崎浩一
- ロビーのヤクザ - 六平直政 / 深沢猛
- 花岡の子分 - 大河内浩 / 清水宏 / 桐山栄寿
- 花岡の女 - 木村真祐子
- 伊場木の子分 - 
  - 麻立丸 / 浦野真彦 / 武田俊彦
  - 一見直樹 / 岩永茂 / 新富重夫
  - 北川正雄 / 浜田道彦 / 北村隆幸
  - 石田哲也 / 佐藤法義 / 安良岡俊一
  - 田中冬星 / 大石継太
- クラブの男 - 
  - 城春樹 / 戸田新太郎 / 松本光弘
  - 高橋光宏 / 大関正美 / 諸丸夫
- クラブの女 - 
  - 日下部江美 / 池田薫 / 石田ケイ
  - 吉田美和 / 大友千賀子
  - 河合里奈 / 笠原夕渚
- 密輸の女 - バージニア・ラシンパーク
- ディーラー - テリー・オブライエン
- 大親分の子分 - 
  - 村添豊徳 / 清水照夫 / 沢田浩二
  - 高月忠 / 大泉公孝 / 松永秀一
  - 小山昌幸 / 伊藤康二 / 渥美博
  - 吉江善成 / 山下伸二 / 松永忍
  - 前原実 / 増島剛之 / 大西正昭
  - 佐藤正行 / 山下直広 / 内田修司
  - 祭健太 / 立花つくし / 割戸詳
  - 岡田祐一 / 加藤千秋 / 小林操

### 国家側
- 明智刑事 - 渡辺哲
- 裁判長 - 矢崎滋
- 力石執行官 - 矢野宣
- 刑事課長 - 河西健司
- 警官 - 鈴木正幸 / 小宮健吾
- 刑事 - 白川俊輔 / 竹本和正 / 藤浪晴康
- 裁判所書記 - 伊藤哲哉

### それ以外の人々
- 外務省の友人 - 津川雅彦
- ゴルフの連れの社長 - 柳生博
- 保健所長 - 佐古雅誉
- おどかされる男 - きたろう
- 外科医 - 秋間登
- ゴルフ場支配人 - 木下秀雄
- ゴルフの連れ - 矢吹圭司
- 社長秘書 - 小川美那子
- レポーター - 沢村裕史
- 保健所員 - 秋田宗好 / 大場吉則 / 宮島邦夫 / 伴野公彦
- プールのギャル - 
  - 北野礼子 / 豊川ユキ / 新井里美
  - 麻生もえみ / 葉山久美

## 製作
本作品の舞台は東京にあるホテル「ホテル・ヨーロッパ」という設定だが、撮影は当時開業前だった長崎県のハウステンボス内のホテル・ヨーロッパで行われた。
伊東四朗演じるヤクザの入内島が、ホテルの別館の建設現場で総支配人・小林にスキャンダルの証拠写真をネタに10億円を要求するシーンがある。この場面で入内島はサングラスを掛けており強い威圧的な雰囲気を出しているが、これは伊東四朗が実は高所恐怖症で、地上を見えにくくするためのものだったと本人は後に語っている。
鈴木正幸は、自身がかつて『3年B組金八先生』で演じた大森巡査と同様に東北訛りの警官役を務めた。

## 襲撃
宣伝映像では、伊丹十三が刺青を背中にメイクして登場し、「伊丹式ヤクザ映画」を標榜。
映画監督の五社英雄は『ミンボーの女』の製作段階から、本作が公開されたらやくざ関係の事件が起きる事を危惧し、「彼(伊丹)はやくざの世界を知らなすぎる。世の中にはきちんと筋を通さない限り、絶対に触れることができない闇の部分があるんだ」と指摘していた。
国内公開直後の5月22日、伊丹は自宅近くで刃物を持った後藤組の五人に襲撃され、顔などに全治3か月の重傷を負う事件が起きた。「私はくじけない。映画で自由を貫く」と伊丹は宣言したものの、翌1993年5月30日には次作映画『大病人』が公開されている映画館で、上映中に暴力団組員がスクリーンを切り裂く嫌がらせも起こった。

## DVD
ジェネオンエンタテインメントから2005年2月に限定版の字『伊丹十三コレクション たたかうオンナBOX』に組み込まれて発売、追って2005年8月にメイキングDVD『ミンボーなんて怖くない』と同時に単品でリリースされている。